# Абубакар II
Абубакар II (Абу Бакр II) — девятый правитель империи Мали в XIV веке (1310 г.). Являлся преемником своего племянника Мухаммеда ибн Гао и предшественником Мансы Мусы. Абубакар II отрёкся от престола для исследования «океанских просторов», но, согласно мнению некоторых современных исследователей, его экспедиции оказались безрезультатными, и он не вернулся в свою страну.

## Описание
Известная информация об Империи Мали берётся из трудов арабских учёных, включающих аль-Омари, Абу Саида Усмана ад-Дуккали, Ибн Хальдуна и Ибн Баттута. Отсутствие надёжных источников является серьёзной проблемой этого исторического периода, и обобщённая история правителей империи Мали не указывает Абубакара II в качестве мансы Мали.
Абубакар II, иногда называемый Абу Бакром II или Абу Бекром II, или Мансой Мухаммедом, был одним из двух сыновей от Колонкан — сестры Сундиаты Кейты, основателя империи Мали. Он был последним из короткой династии внутри клана Кейта, ведущей свою историю от Колонкан. После его отречения в 1311 году империю стала контролировать другая ветвь Кейта, династия Фага Лайе.

## Правление
Практически всё известное об Абубакаре II написано в работах Аль-Омари во время исторического хаджа в Мекку Канкана Мусы. Находясь в Египте, Муса объяснял, что он унаследовал трон после отречения предыдущей династии. Он сообщил, что в 1310 году император финансировал строительство 200 судов для людей и ещё 200 направлялось на исследование пределов морей, которые являлись западной границей империи. Миссия оказалась безрезультатной, и информация пришла лишь от капитана одной лодки, отказавшейся плыть за другими судами, когда они достигли места впадения реки в море и водоворота. По словам Мусы I, его предшественник был неудержим и отправил флот, сам став во главе экспедиции. В 1311 году предыдущий правитель временно уступил власть Мусе, назначив его визирем, и отправился с тысячами судов с людьми и большим числом припасов. После невозвращения прежнего императора Муса сам стал императором.

## Заявление о трансатлантическом переходе
Небольшое число учёных, в том числе Иван ван Сертима, ранее работавший в Ратгерском университете, и малийский учёный Гауссу Диавара, заявляли, что Абубакар II успешно прибыл в Новый Свет.
Консенсус основных археологов, антропологов, этноисториков, лингвистов и других современных учёных, специализирующихся на доколумбовой эпохе, утверждает, что нет никаких свидетельств ни о каком подобном путешествии в Америку и что нет достаточных оснований, доказывающих контакт Африки с Новым Светом в какое-либо время доколумбовой эпохи. Статья BBC под заголовком «Величайший исследователь Африки» резюмирует споры с точки зрения учёных и историков в Мали.
Однако существует и некоторое количество косвенных доказательств того, что Абубакару II удалось достигнуть Нового света. К примеру способы обработки драгоценных металлов у некоторых американских племён, обнаруженных европейцами, в точности повторяют, по словам последних, таковые у населения Мали.